# Johannes van den Bergh
Johannes van den Bergh (Viersen, Alemania, 21 de noviembre de 1986) es un futbolista alemán. Juega de defensor y su equipo actual es el Holstein Kiel. 

## Trayectoria
El alemán es lateral zurdo con mucha proyección ofensiva, de hecho, comenzó su carrera jugando como mediocampista en el Borussia Monchengladbach, pero después se ha asentado en el lateral zurdo, tanto en él Fortuna como en su última etapa en el Hertha de Berlín, tras completar una discreta temporada.

El alemán acumula más de 200 partidos a sus espaldas en Bundesliga. En 2016, Johannes Van den Bergh se convierte en el quinto fichaje del Getafe CF. El lateral alemán llega procedente del Hertha de Berlín y firma por dos temporadas con el conjunto de la capital del sur de Madrid.

## Clubes
| Club                        | País     | Año         | Partidos | Goles |
| Borussia Mönchengladbach II | Alemania | 2006 - 2007 | 43       | 5     |
| Borussia Mönchengladbach    | Alemania | 2007 - 2009 | 16       | 1     |
| Fortuna Düsseldorf          | Alemania | 2009 - 2013 | 124      | 0     |
| Hertha Berlín               | Alemania | 2013 - 2016 | 45       | 0     |
| Getafe Club de Fútbol       | España   | 2016 - 2017 | 0        | 0     |
| Greuther Fürth (cedido)     | Alemania | 2017        | 11       | 0     |
| Holstein Kiel               | Alemania | 2017-       |          |       |